# Hamburg Masters 2005
De Hamburg Masters is een internationaal hockeytoernooi voor mannen, dat onder auspiciën staat van de Duitse hockeybond. Aan de elfde editie in de Noord-Duitse stad Hamburg deden vier landen mee: Australië, Duitsland, Nederland en Pakistan.

## Uitslagen

### Vrijdag 12 augustus
- 16:30 uur Pakistan - Duitsland 1-3 (0-1)
- 18:45 uur Nederland - Australië 3-1 (1-0)

### Zaterdag 13 augustus
- 14:00 uur Nederland - Pakistan 6-5 (4-0)
- 16:30 uur Duitsland - Australië 0-6 (0-2)

### Zondag 14 augustus
- 12:00 uur Pakistan - Australië 3-4 (0-2)
- 14:30 uur Nederland - Duitsland 2-2 (0-1)

## Eindstand
| № | Land      | WG | W | G | V | DV | DT | +/– | Punten |
| - | --------- | -- | - | - | - | -- | -- | --- | ------ |
| 1 | Nederland | 3  | 2 | 1 | 0 | 11 | 8  | +3  | 7      |
| 2 | Australië | 3  | 2 | 0 | 1 | 11 | 6  | +5  | 6      |
| 3 | Duitsland | 3  | 1 | 1 | 1 | 5  | 9  | –4  | 4      |
| 4 | Pakistan  | 3  | 0 | 0 | 3 | 9  | 13 | –4  | 0      |

## Nederlandse selectie
| Nummer | Naam                 | Leeftijd | Positie | Caps | Club (seizoen 2005-2006)    |
| ------ | -------------------- | -------- | ------- | ---- | --------------------------- |
| 1.     | Guus Vogels          | 30       | D       | 165  | HGC                         |
| 2.     | Thijs de Greeff      | 23       | V       | 0    | HC Klein Zwitserland        |
| 3.     | Geert-Jan Derikx     | 24       | V       | 81   | SCHC                        |
| 4.     | Karel Klaver         | 26       | A       | 93   | HC Bloemendaal              |
| 5.     | Rob Derikx           | 22       | M       | 111  | SCHC                        |
| 7.     | Sander van der Weide | 29       | V       | 214  | Real Club de Polo (Spanje)  |
| 8.     | Ronald Brouwer       | 26       | A       | 98   | HGC                         |
| 10.    | Taeke Taekema        | 25       | V       | 116  | Amsterdam                   |
| 11.    | Paul van Esseveldt   | 29       | A       | 34   | Amsterdam                   |
| 12.    | Jeroen Delmee        | 32       | M       | 308  | Hockeyclub 's-Hertogenbosch |
| 13.    | Klaas Veering        | 23       | D       | 20   | Amsterdam                   |
| 14.    | Teun de Nooijer      | 29       | M       | 293  | HC Bloemendaal              |
| 16.    | Floris Evers         | 22       | M       | 65   | SCHC                        |
| 18.    | Rob Reckers          | 23       | A       | 72   | Oranje Zwart                |
| 19.    | Matthijs Brouwer     | 25       | A       | 113  | Oranje Zwart                |
| 20.    | Jesse Mahieu         | 26       | V       | 26   | Amsterdam                   |
| 22.    | Roderick Weusthof    | 23       | A       | 11   | SCHC                        |
| 23.    | Timme Hoyng          | 28       | M       | 16   | Amsterdam                   |
| 24.    | Robert van der Horst | 20       | V       | 7    | Oranje Zwart                |

- = Aantal interlands en leeftijden per 5 augustus 2005 (bron: KNHB)